# کوستا دی متزاته
کوستا دی متزاته (به ایتالیایی: Costa di Mezzate) یک کومونه در ایتالیا است که در استان برگامو واقع شده‌است. کوستا دی متزاته ۵ کیلومتر مربع مساحت و ۳٬۳۸۳ نفر جمعیت دارد و ۲۱۸ متر بالاتر از سطح دریا واقع شده‌است.